# Морсбах, Лоренц
Лоренц Морсбах (нем. Lorenz Morsbach; 6 января 1850, Бонн — 12 февраля 1945, Геттинген) — немецкий англист, профессор Геттингенского университета.

## Биография
Лоренц Морсбах родился 6 января 1850 года в Бонне в семье Теодора Морсбаха — директора частной школы для иностранцев — и его жены Луизы Кипп, ставшей старокатоличкой в 1870 году. Лоренц с детства был знаком с современными иностранными языками; с 1869 по 1874 год он изучал классическую филологию и историю в Боннском университета, где также брал курсы санскрита и сравнительной лингвистики. В 1874 году, под руководством Франца Бюхелера, Морсбах стал кандидатом наук за работу о древнегреческом поэте Феокрите.
После создания первой «неофилологической» кафедры в Бонне в 1876 году, Морсбах работал вместе с Венделином Фёрстером (Wendelin Foerster, 1844—1915), а затем — преподавал в средней школе в Трабен-Трарбахе. После смерти своего отца Морсбах получил в наследство частную школу, а также защитил докторскую диссертацию — в 1884 году в Бонне, под руководством Морица Траутмана (Moritz Trautmann, 1842—1920). Морсбах отказался от преподавания в частной школе и в 1889 году перешёл в Боннский университет на должность лектора: в 1892 году стал экстраординарным профессором. В 1893 году он получил позицию полного профессора в Геттингене и стал членом Геттингенской академии наук (1902). По заданию прусского министерства культуры в 1910 году преподавал по обмену в университетах Чикаго, Висконсина и Энн-Арбора.
В связи с вступлением США в Первую мировую войну в 1917 году, Лоренц Морсбах основал в Геттингене англо-американскую культурную группу — в целях содействия политическому образованию студентов и сотрудничеству с англосаксонскими университетами. 11 ноября 1933 года Лоренц Морсбах был среди более 900 ученых и преподавателей немецких университетов и вузов, подписавших «Заявление профессоров о поддержке Адольфа Гитлера и национал-социалистического государства». В 1940 году он получил медаль Гёте (Goethe-Medaille für Kunst und Wissenschaft); скончался 12 февраля 1945 года в Геттингене.

## Работы
- Über d. Ursprung d. neuenglischen Schriftsprache, 1888;
- Mittelenglische Grammatik I, 1896;
- Grammatisches u. psychologisches Geschlecht im Englischen, 1913;
- Der Weg zu Shakespeare u. d. Hamlet-Drama, 1922;
- Mittelengl. Originalurkunden v. d. Chaucer-Zeit bis z. Mitte d. 15. Jh., 1923;
- Shakespeares Caesarbild, 1935;
- Shakespeares dramat. Kunst u. ihre Voraussetzungen, 1940